# Kent Smith
Kent Smith (Nova York, 19 de març de 1907 − Woodland Hills, 23 d'abril de 1985) va ser un actor estatunidenc.

## Biografia
Frank Kent Smith va fer el seu debut teatral a Broadway el 1932, als 25 anys, a l'obra Men Must Fight i, a l'escenari s'hi va estar alguns anys abans d'anar a Hollywood, on va debutar en el paper de Wood Swift a la pel·lícula The Garden Murder Case (1936), basat en la novel·la del mateix títol de S.S. Van Dine.
L'èxit en la pantalla gran va arribar a Smith el 1942, quan va interpretar el paper de l'arquitecte Oliver "Ollie" Reed en el famós film de terror Cat People (1942) de Jacques Tourneur, al costat de l'actriu francesa Simone Simon. Durant la primera meitat dels anys 1940, l'actor va mantenir l'èxit de la pel·lícula de Lewton i va assegurar diversos papers importants, incloent la del professor Nichols a Els nens de Hitler (1943), i de Paul Martin a Aquesta terra és meva (1943), les dues pel·lícules amb un fort compromís anti-nazi.
El 1944, Smith va reprendre el paper de l'arquitecte "Ollie" Reed a la pel·lícula The Curse of the Cat People (1944), seqüela de Cat People, dirigida per Robert Wise. L'any següent, va participar en un altre famós film negre del període, The Spiral Staircase (1945) de Robert Siodmak, on va interpretar el paper de Dr. Parry. En la segona meitat dels anys quaranta, l'actor va passar a poc a fer papers de co-protagonista i d'actors de caràcter, sobretot en melodrames com The Fountainhead (1949), al costat de Gary Cooper i Patricia Neal, My Foolish Heart (1949), juntament amb Susan Hayward i Dana Andrews, i The damned don't gry (1950), amb Joan Crawford.
Durant els anys 1950, Smith va treballar principalment per a la televisió, tornant a la pantalla gran només en rares ocasions, com en el melodrama Sayonara de Logan Joshua (1957), interpretat per Marlon Brando, la cinta d'aventures Arizona, presó federal (1958) de Delmer Daves, remake del western policíac La jungla d'asfalt (1950), i la negra The Mugger (1958) de Nicholas Ray.
Entre les aparicions televisives més importants de Smith, hom recorda la sèrie Caravana (1957-1960), Perry Mason (1961-1963), Gunsmoke (1963-1964), Rawhide (1959-1964) i, en particular, Peyton Place, on va interpretar el paper del Dr. Robert Morton en 44 episodis filmats entre 1964 i 1966, i la sèrie de ciència-ficció Els invasors, on va fer d'Edgar Scoville en 13 episodis (1967-1968).

## Filmografia
- 1936: The Garden Murder Case: Woode Swift
- 1939: Back Door to Heaven: John Shelley - adult
- 1942: Cat People: Oliver 'Ollie' Reed
- 1943: Three Cadets: Capità A. Edwards
- 1943: Els nens de Hitler (Hitler's Children): Professor 'Nicky' Nichols (Narrador)
- 1943: Forever and a Day: Gates Trimble Pomfret
- 1943: Aquesta terra és meva (This Land Is Mine): Paul Martin
- 1943: Three Russian Girls: John Hill
- 1944: La maledicció de la pantera (The Curse of the Cat People): Oliver 'Ollie' Reed
- 1944: Resisting Enemy Interrogation: Capità Reining
- 1944: Youth Runs Wild: Danny Coates
- 1946: The Spiral Staircase: Dr. Parry
- 1947: Nora Prentiss: Dr. Richard Talbot
- 1947: La ciutat màgica (Magic Town): Hoopendecker
- 1947: The Voice of the Turtle: Kenneth Bartlett
- 1949: The Fountainhead: Peter Keating
- 1949: My Foolish Heart: Lewis H. Wengler
- 1950: The damned don't gry: Martin Blackford
- 1950: This Side of the Law: David Cummins
- 1952: Paula: John Rogers
- 1953: The Philip Morris Playhouse (sèrie TV): Host (1953-1954)
- 1954: Richard II (TV)
- 1956: Comanche: Quanah Parker
- 1957: Sayonara: Tinent. General Mark Webster
- 1958: Imitation General: Brig. General Charles Lane
- 1958: Arizona, presó federal (The Badlanders): Cyril Lounsberry
- 1958: Party Girl: Jeffrey Stewart
- 1958: The Mugger: Dr. Pete Graham
- 1959: This Earth is mine: Francis Fairon
- 1960: Un estrany a la meva vida (Strangers When We Meet): Stanley Baxter
- 1961: Susan Slade: Dr. Fane
- 1962: Moon Pilot: Secretari de l'Air Force
- 1963: The Balcony: General
- 1964: Una trompeta llunyana (A Distant Trumpet): Secretari de Guerra
- 1964: Una dona espera (Youngblood Hawke): Paul Winter Sr.
- 1964: The Young Lovers: Doctor Shoemaker
- 1964: Peyton Place (sèrie TV): Dr. Robert Morton (1964-1965)
- 1966: The Trouble with Angels: Oncle George Clancy
- 1967: A Covenant with Death: Parmalee
- 1967: Games: Harry Gordon
- 1968: Kona Coast: Akamai
- 1968: Assignment to Kill: Mr. Eversley
- 1968: The Money Jungle: Paul Kimmel
- 1969: Death of a Gunfighter: Andrew Oxley
- 1970: The Games: Kaverley
- 1970: How Awful About Allan (TV): Raymond
- 1971: The Last Child (TV): Gus Iverson
- 1972: Die Sister, Die!: Dr. Thorne
- 1972: Another Part of the Forest (TV): Simon Isham
- 1972: The Night Stalker (TV): Fiscal de districte Tom Paine
- 1972: Proben (TV): Dr. Laurent
- 1972: The Crooked Hearts (TV): James Simpson
- 1972: The Judge and Jake Wyler (TV): Robert Dodd
- 1972: Pete i Tillie (Pete 'n' Tillie): Pare Keating
- 1972: The Snoop Sisters (TV): Warren Packer
- 1973: Horitzons perduts (Lost Horizon): Bill Fergunson
- 1973: Maurie: Dr. Walker
- 1973: The Affair (TV): Mr. Patterson
- 1973: The Cat Creature (TV): Frank Lucas
- 1974: Murder or Mercy (TV): Jutge
- 1974: The Disappearance of Flight 412 (TV): General Enright
- 1976: Once an Eagle (fulletó TV): Gen. Jacklyn
- 1977: Billy Jack Goes to Washington